# The Unseen (filme de 1980)
The Unseen é um filme de terror dos Estados Unidos, produzido em 1980, dirigido por Danny Steinmann e com atuações de Stephen Furst, Barbara Bach, Sydney Lassick e Lelia Goldoni.